# Manuel Estella Hoyos
Manuel Estella Hoyos (Salamanca, 19 d'agost de 1939) és un advocat i polític del Partit Popular.
Va ser procurador de les Corts de Castella i Lleó en la seua I Legislatura i vicepresident primer de la Mesa en la II Legislatura. En la tercera i quarta legislatura va ocupar el càrrec de President de les Corts de Castella i Lleó.